# R.
R. is een historiografische afkorting van de Latijnse woorden rex (koning), regina (koningin) of regnavit ("[hij/zij] regeerde"), die gebruikt kan worden om de regeerperiode van iemand met dynastieke macht aan te geven, ter onderscheiding van hun totale levensduur.
Men kan bijvoorbeeld schrijven "keizer Karel V (r. 1519–1556)" in plaats van "keizer Karel V (1500–1558)" indien men voor de lezer het troonsbestijgingsjaar belangrijkere informatie acht dan het geboortejaar, of soms om te benadrukken wanneer een heerser troonsafstand deed voordat hij of zij stierf.